# 细小病毒科
细小病毒科（英語：Parvoviridae），又称“小DNA病毒科”，是最小且最簡單的DNA病毒，少部分此科的病毒有環境耐受性。在1960年代被發現會感染哺乳動物，可分成兩類，一類可自己進行複製，另一類則要依賴其他種類的病毒才能進行複製。1980年代始發現會感染人類的细小病毒。
细小病毒是不具外套膜（non-enveloped）的正二十面體，蛋白外鞘由60個次蛋白衣構成，外鞘能幫助病毒在酸性中的穩定性，病毒直徑僅約18 nm~22 nm，遺傳物質為單股直線形的DNA，大小約5kb。
人類细小病毒B19 (Human parvovirus B19，HPV B19，簡稱B19)，是第一個被發現的人類的细小病毒，是兒童常見的出疹性疾病—傳染性紅斑（又稱第五病，Erythema infection, EI）的病因。它並且也被認為和其它疾病包括關節炎有關。Parvovirus RA-1 起初被認為和類風濕性關節炎有關，但現在已被推翻。

## 分類
- 细小病毒亞科
  - 阿留申细小病毒属（Amdoparvovirus）
  - Artiparvovirus
  - Aveparvovirus（英语：Aveparvovirus）
  - 博卡细小病毒属（Bocaparvovirus）
  - Copiparvovirus（英语：Copiparvovirus）
  - 依赖性细小病毒属（Dependoparvovirus）
  - 红细胞细小病毒（Erythroparvovirus）
  - Loriparvovirus
  - 原细小病毒属（Protoparvovirus）
  - Tetraparvovirus（英语：Tetraparvovirus）
- 濃核病毒亞科
  - 濃稠病毒屬 Densovirus 例: Junonia coenia densovirus
  - 重複病毒屬 Iteravirus例: Bombyx mori densovirus
  - 短濃稠病毒屬 BrevidensovirusBrevidensovirus; 例: Aedes aegypti densovirus
  - 環星黑煙濃稠病毒屬Pefudensovirus; 例: Periplanta fuliginosa densovirus

## 外部連結
- 微生物免疫學-Parvoviridae(細小病毒科) （页面存档备份，存于）